# Finn Edvard
Finn Edvard (Hansen) (født 1954) på Nørrebro i København, søn af Gurli og Edvard Hansen, er en dansk journalist, uddannet Danmarks Journalisthøjskole 1978, (praktikant Midtjyllands Avis, Silkeborg), redaktionschef Lokalavisernes Fællesredaktion, København (Nørrebro Avis, Nord-Vest Avisen m fl.), journalist dagbladet Aktuelt, Se & Hør, 1978-1982, chefredaktør "ugens rapport" 1986-89.  Chefredaktør for rejsemagasinet "Vagabond", medarbejder ved talrige fag og specialblade. Informationschef for diverse kosttilskuds- og medicinalvirksomheder. Redaktør ved Berlingske Lokalaviser. Rejse- og arrangementsredaktionen. Redaktør Lokalavisen Vesterbro fra 2009, tillige Lokalavisen Østerbro fra 2013. Redaktør Søndagsavisen Østerbro 2017. Fra 2019 ansv. redaktør ved onlinemediet Bornholmnyt.dk fra 2021 tillige ved onlinemediet Amagernyt.dk. Har skrevet bøgerne "På den 2. side" og "Danske Haver". Medvært i tv-programmet "Weekendredaktionen - Finn & Freitas". Supleant til menighedsrådet ved Aalholm Kirke. Finn Edvard arbejder tillige delvist som rejseleder i England og Portugal. Han har tidligere tillige arbejdet som krydstogtsmanager på krydstogtsskibe på Donau og Rhinen. Tidligere guitarist i rock'n roll orkestrene "Baby Face" og "Cross Road".
 Der er for få eller ingen kildehenvisninger i denne artikel, hvilket er et problem. Du kan hjælpe ved at angive troværdige kilder til de påstande, som fremføres i artiklen.